# Marc Hirschi
Marc Hirschi (født 24. august 1998 i Bern) er en professionel cykelrytter fra Schweiz, der er på kontrakt hos Tudor Pro Cycling Team.

## Karriere
Ved EM i landevejscykling 2018 blev han U23-europamester i linjeløb. To måneder senere ved VM i landevejscykling blev han også U23-verdensmester.
Hirschis første sejr som professionel kom på 12. etape af Tour de France 2020, da han efter et langt soloudbrud på 28 km vandt etapen. Det skete efter han var blevet nummer to på 2. etape og tre på 9. etape. Marc Hirschi havde den hvide ungdomstrøje på 2. og 3. etape, som han overtog fra den danske verdensmester Mads Pedersen. På 9., 12. og 18. etape blev Hirschi kåret til den mest angrebsivrige rytter, ligesom han ved løbets afslutning fik den samlede pris i angrebskonkurencen. Tour de France 2020 var første gang han deltog i en Grand Tour.
Én uge efter afslutningen på Tour de France, sikrede Marc Hirschi sig sin første VM-medalje i senior-regi, da han 27. september 2020 endte på  tredjepladsen ved herrernes linjeløb, 24 sekunder efter vinderen Julian Alaphilippe, og i samme tid som sølvvinder Wout van Aert.
Tre dage efter verdensmesterskaberne vandt Hirschi ardennerklassikeren Flèche Wallonne.

## Meritter som professionel
| 2019 2. plads: schweiziske mesterskab i enkeltstart 3. plads: Clásica de San Sebastián 5. plads: BinckBank Tour | 2020 Tour de France 1. plads: 12. etape Mest angrebsivrige rytter 1. plads: Flèche Wallonne 2. plads: Liège-Bastogne-Liège 3. plads: VM i linjeløb |

### Grand Tour tidslinje
| Grand Tour klassement |      |      |
| Grand Tour            | 2020 | 2021 |
| Giro d'Italia         | —    |      |
| Tour de France        | 54   |      |
| Vuelta a España       |      |      |